# Arica (provins)
.
Arica (spansk: Provincia de Arica) er en provins i Chiles nordligste region Arica y Parinacota. Provinsen grænser mod nord op til regionen Tacna i Peru og mod syd grænses op til Tamaugal i Chiles region Tarapacá. Mod vest er beliggende provinsen Parinacota og mod vest Stillehavet. Hovedbyen er Arica.
Provinsen dækker et areal på 8 726,4 km², og har 186 488 indbyggere, hvoraf 92.487 er mænd og 94 001 er kvinder (2002).
Provinsen blev i 1866 ramt af et kraftigt jordskælv, der blev målt til mellem 8,5 og 9,0 på Richterskalaen og som udløste kraftige tsunamier i Stillehavet.
18°28′30″S 70°18′50″V / 18.475°S 70.314°V